# Новосибирское такси

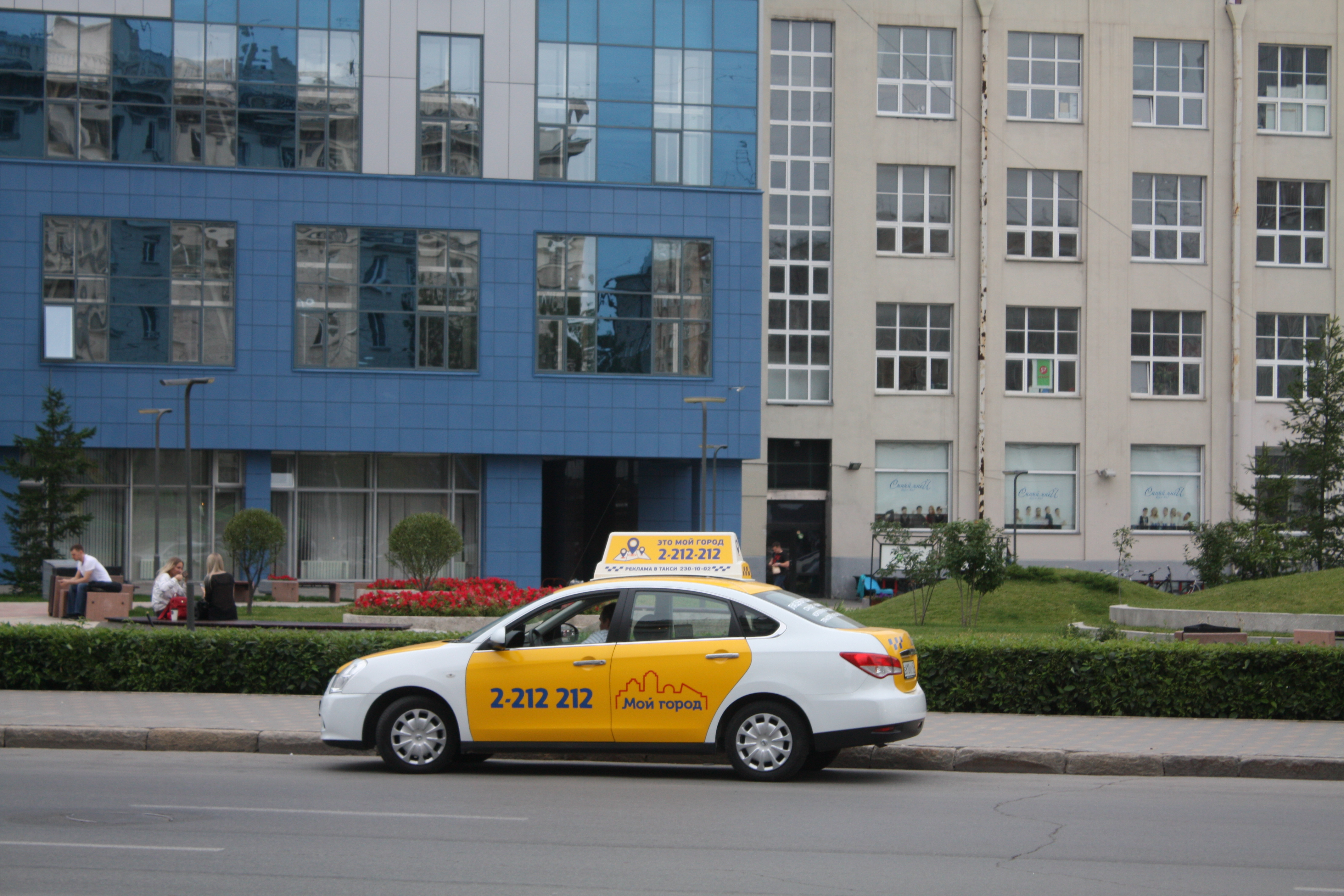
Такси на улице Орджоникидзе в 2016 году.

Новосибирское такси — вид общественного транспорта Новосибирска, организованный в 1938 году.

## История

### Советский период
В 1923 году предприниматель Сарычев организовал маршрут по Межениновской улице между вокзалом и городским рынком. Автомобиль перевозил по шесть человек, проезд стоил 20 копеек.
В 1938 году автопарк состоял из 9 автомобилей «Газ М-1», использовавшихся в качестве межведомственных такси.
По данным на 1 января 1939 года в Новосибирске было семь автомобилей государственного такси (марка «ГАЗ-М1»).
27 января 1955 был издан приказ № 336 по Облавтотресту о создании в городе предприятия по грузовым и легковым таксомоторным перевозкам — Новосибирского таксомоторного автохозяйства Облавтотреста.

1 сентября 1961 года выходит приказ № 241 по Новосибирскому таксомоторному автохозяйству Облавтотреста о его разделении на два самостоятельных предприятия: легковое таксомоторное автохозяйство Горавтотреста (позднее МУП «Городские автомобильные пассажирские перевозки») и легковое таксомоторное автохозяйство (Кировское). 6 октября 1965 года данные предприятия переименовали в таксомоторный парк № 1 и № 2 Горавтотреста соответственно. К этом году в городе насчитывалось 343 автомобиля такси (марки: Волга-21 и Газ М-20 «Победа»).

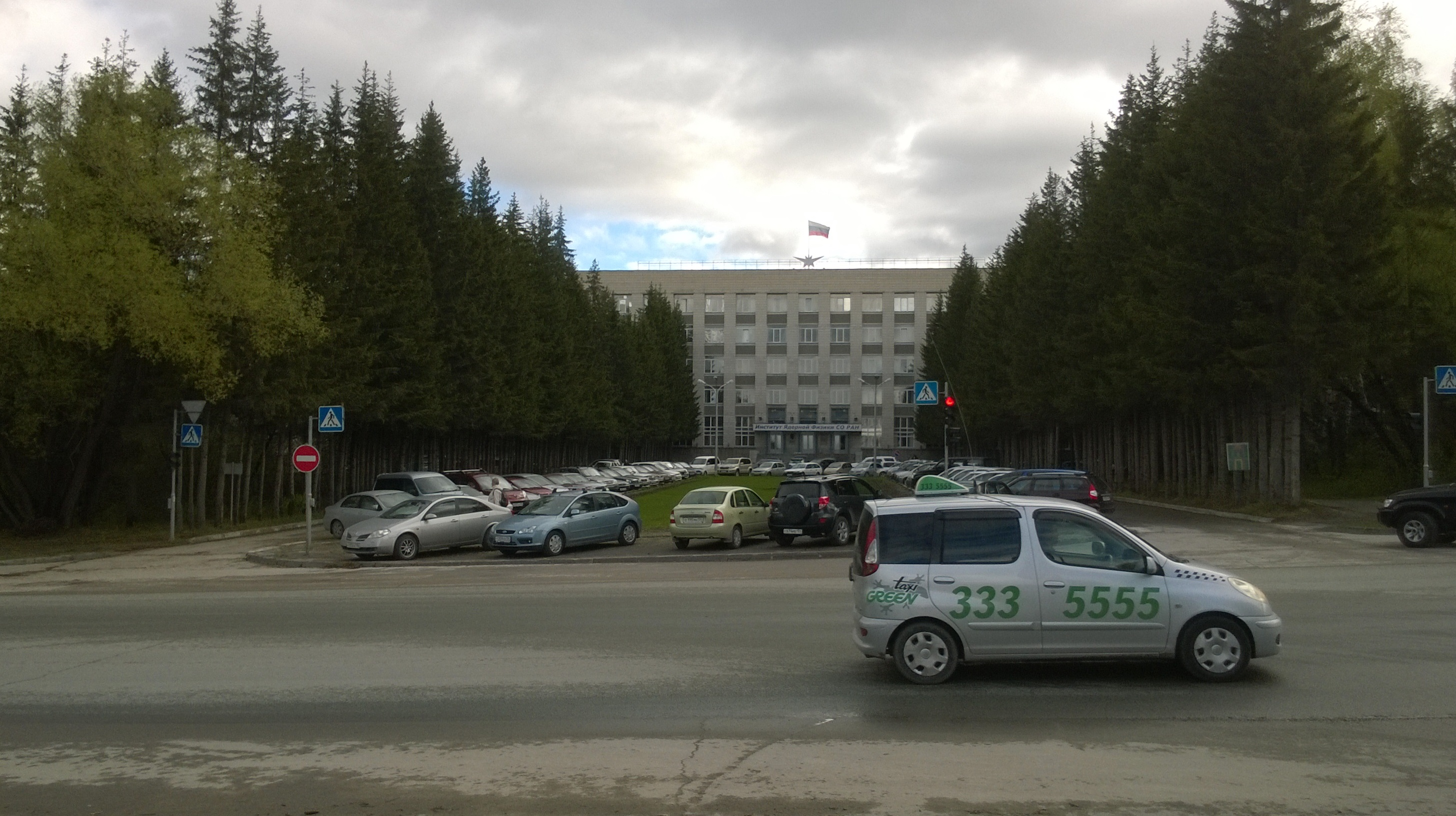
Такси в районе Института ядерной физики

К 1965 году на Нижегородской улице построили таксомоторную базу с гаражом на 250 автомобилей, первыми в Новосибирске 4 поточными автомойками и ремонтной базой.
В 1968 году парк № 1 Горавтотреста был переименован в Новосибирский пассажирский автотранспорт предприятия № 5 (НПАТП-5), а таксомоторный парк № 3 Горавтотреста стал Новосибирским пассажирским автотранспортным предприятием № 6 (НПАТП-6).
В начале 1980-х годов в новосибирском таксопарке работало 300 диспетчеров, механиков, инженеров, инструкторов и около 2000 таксистов.
К 1980 году в Новосибирске было 1000 машин («Волга-21» и «Волга-24»). Такси считалось относительно дешевым общественным транспортом, часто приходили заказы с предприятий (например, разнарядка о подаче к авиационному заводу имени Чкалова 200 автомобилей такси).

В конце 1986 года происходит слияние НПАТП-5 и НПАТП-6 в Новосибирское производственное объединение пассажирского автотранспорта (НПОПАТ), но в 1989 году из него в качестве самостоятельного хозяйства снова выделили ПАТП-6.

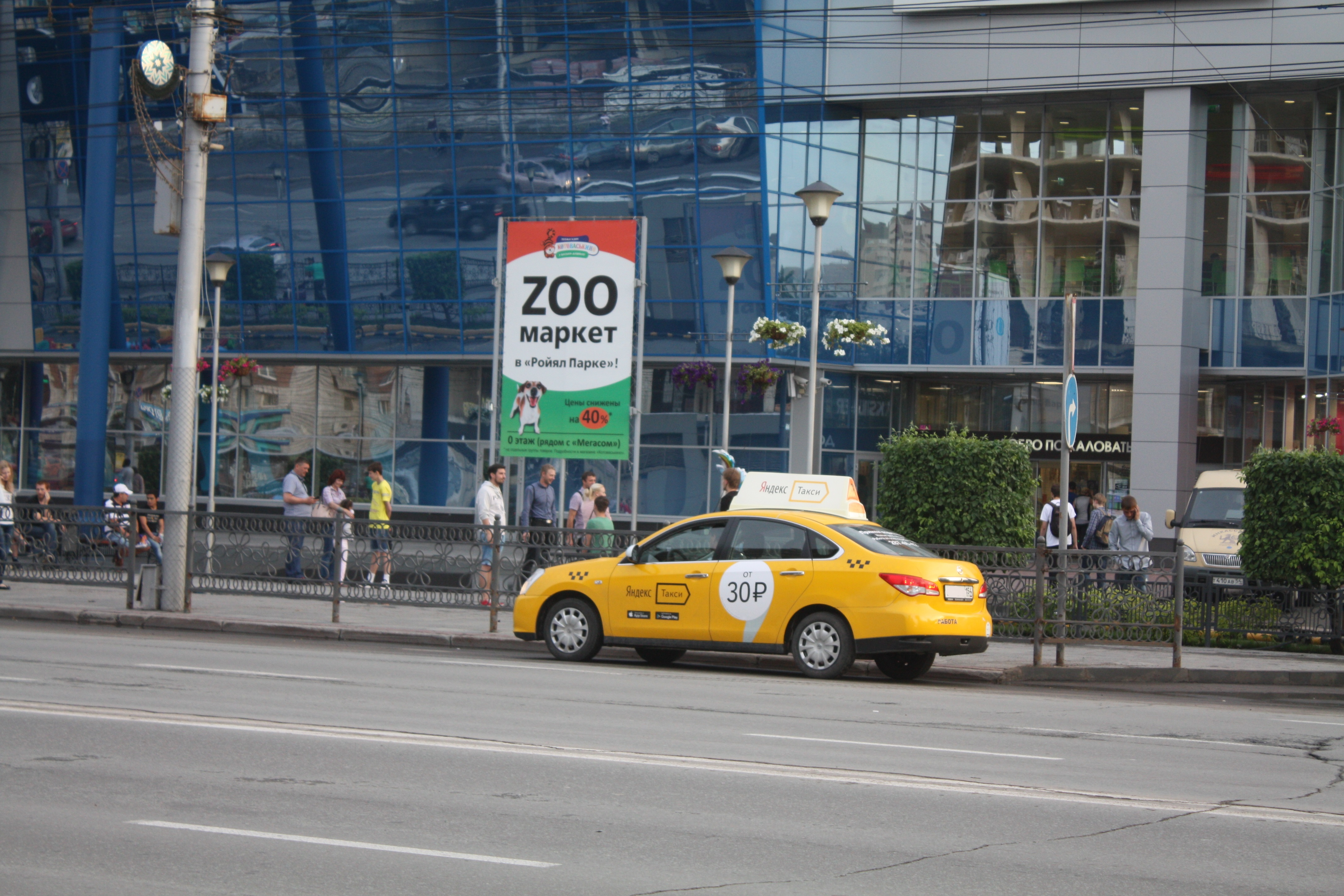
Такси возле ТРЦ «Ройял парк», Красный проспект

### Российский период
1 июня 1992 года НПОПАТ-1 реорганизовано в муниципальное предприятие Пассажирское автотранспортное предприятие № 5.
В 2001 году «ПАТП № 5» и «ПАТП № 6» были объединены в муниципальное предприятие «Городские автомобильные пассажирские перевозки».